# European Respiratory Journal
European Respiratory Journal es una revista médica mensual revisada por pares que cubre la neumología . Fue establecido en 1988 y es publicada por la European Respiratory Society  de la cual es la revista oficial. El editor en jefe es Martin Kolb ( Universidad McMaster). Según Journal Citation Reports , la revista tuvo un factor de impacto de 2020 de 12,339. 

## Métricas de revista
2022
- Web of Science Group : 16.671
- Índice h de Google Scholar: 255
- Scopus: 10.788

En 2024 la revista se sitúa en segundo lugar — tras The Lancet Respiratory Medicine  - dentro de la categoría de "Neumología" en Google Scholar